# قرار (ولاد عامر)
قرار هو دُوَّار يقع بجماعة سيدي اليماني، عمالة طنجة أصيلة، جهة طنجة تطوان الحسيمة في المملكة المغربية. ينتمي الدوّار لمشيخة ولاد عامر التي تضم 8 دواوير. يقدر عدد سكانه بـ 318 نسمة حسب الإحصاء الرسمي للسكان والسكنى لسنة 2004.

## روابط خارجية
- البوابة الوطنية للجماعات الترابية نسخة محفوظة 12 مارس 2018 على موقع واي باك مشين.
- المندوبية السامية للتخطيط